# Pedilus lugubris
Pedilus lugubris is een keversoort uit de familie vuurkevers (Pyrochroidae). De wetenschappelijke naam van de soort is voor het eerst geldig gepubliceerd in 1827 door Say.